# Aplomera medialis
Aplomera medialis är en tvåvingeart som beskrevs av Collin 1933. Aplomera medialis ingår i släktet Aplomera och familjen dansflugor. Inga underarter finns listade i Catalogue of Life.